# Dmitrij Vasil'ev (calciatore 2004)
Dmitrij Alekseevič Vasil'ev (in russo Дми́трий Алексе́евич Васи́льев?; San Pietroburgo, 16 giugno 2004) è un calciatore russo, centrocampista dello Zenit San Pietroburgo.

## Carriera

### Club
Cresciuto nelle giovanili dello Zenit San Pietroburgo, nel 2022 viene mandato in prestito all'Orenburg, squadra con cui gioca le sue prime partite in prima squadra.
Terminato il prestito nel gennaio del 2023, a partire dalla stagione 2023-2024 viene aggregato allo prima squadra dello Zenit, agli ordini del mister Sergej Semak.

### Nazionale
Ha giocato nelle nazionali giovanili russe Under-15, Under-16, Under-18 ed Under-21.

## Palmarès

### Club

#### Competizioni nazionali
- Campionato russo: 1

Zenit: 2023-2024
- Coppa di Russia: 1

Zenit: 2023-2024
- Supercoppa di Russia: 2

Zenit: 2023, 2024